# Erik Reger
Erik Reger, de son vrai nom Hermann Dannenberger, né le 8 septembre 1893 à Bendorf et mort le 10 mai 1954 à Vienne, est un écrivain allemand.

## Biographie
Erik Reger vient d'une famille de mineurs. Il fait des études de littérature et d'histoire à Bonn puis à Munich et Heidelberg. Il participe à la Première Guerre mondiale et est fait prisonnier par les Anglais.
De 1919 à 1927, il est attaché de presse pour Krupp. Il raconte son expérience dans son premier roman, Union der festen Hand ("Une union de main ferme"), paru en 1931, qui lui vaut le Prix Kleist la même année (qu'il partage avec Ödön von Horváth). Ce roman ainsi que le second, Das wachsame Hähnchen ("Le Coquelet vigilant"), paru en 1932, sont brûlés et interdits par les nazis.
À côté de son travail pour Krupp, Reger travaille comme critique de théâtre pour plusieurs journaux et pour une radio de Cologne. En 1928, il devient le rédacteur de l'hebdomadaire Westdeutscher Scheinwerfer.
De 1934 à 1936, il vit en Suisse. Il revient en Allemagne, pour travailler dans le service publicitaire d'une usine de produits pharmaceutiques puis est lecteur chez Ullstein-Verlag, qui accepte le régime nazi.
En 1945, Reger est responsable de la licence, co-éditeur et rédacteur en chef adjoint de Der Tagesspiegel. En tant que représentant du premier groupe de presse allemand après la Seconde Guerre mondiale, il visite les États-Unis.
Il meurt en 1954 d'une crise cardiaque lors de la troisième Assemblée générale de l'Institut international de la presse à Vienne.

## Œuvre
Après le succès de Union der festen Hand en 1931, Reger publie l'année suivante Das wachsame Hähnchen qui raconte la carrière d'un opportuniste durant les années d'inflation. L'année suivante paraît Schiffer im Strom ("Navires dans la tempête") et en 1935 Lenz und Jette. Chronik einer Leidenschaft ("Lenz et Jette. Chronique d'une passion") et Napoleon und der Schmelztiegel ("Napoléon et le creuset").
En 1937, Heimweh nach der Hölle ("Le Mal du pays après l'enfer") raconte la désintégration d'une famille corse. Une nouvelle version de ce roman est publiée en 1943 sous le titre Die Insel der goldenen Finsternis ("L'Île de l'obscurité dorée"). La même année sortent les romans Kinder des Zwielichts et Der verbotene Sommer ("Enfants de la pénombre" et "L'Été interdit") et un recueil de nouvelles Urbans Erzählbuch ("Nouvelles urbaines").
En 1947, ses essais politiques à l'abolition du Troisième Reich sont rassemblés dans Zwei Jahre nach Hitler. Fazit 1947 et Vom künftigen Deutschland ("De la future Allemagne").
Après sa mort, paraît la nouvelle Raub der Tugend ("Le Viol de la vertu") qui s'inspire de l'affaire du collier de la reine Marie-Antoinette.

## Prix Erik Reger
Le syndicat d'initiatives de Rhénanie-Palatinat attribue ce prix (de) depuis 1999 à des écrivains et des journalistes accordant une plus grande place aux entreprises et au commerce dans la vie en société.

## Sources, notes et références
- (de) Cet article est partiellement ou en totalité issu de l’article de Wikipédia en allemand intitulé « Erik Reger » (voir la liste des auteurs).